# Marche-en-Famenne
Marche-en-Famenne (valonsky Måtche-el-Fåmene) je frankofonní město v Belgii. Je správním centrem jednoho z arrondissementů ve valonské provincii Lucemburk a neoficiálním hlavním městem oblasti Famenne. Obec má asi 17 000 obyvatel a kromě vlastní Marche-en-Famenne zahrnuje bývalé obce Aye, Hargimont, Humain, On, Roy a Waha (včetně vesnice Marloie).

## Historie

### Středověk
V raném středověku byla Marche pouze malá osada na potoku Marchette a patřila nedalekému opatství Stavelot.
Ve 12. století se oblast stala součástí hrabství La Roche.
Díky ideální poloze na obchodní cestě mezi Namurem a Lucemburkem se Marche rychle vyvinula v město a ve 13. století získala výsadní listinu.
Na konci téhož století již měla systém hradeb se dvěma branami, několika strážními věžemi a donjonem.
Uvnitř hradeb bylo prosperující tržiště a působilo zde několik církevních institucí, jako např. karmelitánský klášter, založený roku 1473.

### Od 16. století
Když roku 1555 Filip II. Španělský zdědil říši svého otce Karla V., došlo ke značnému omezení svobod španělských Sedmnácti provincií v Nizozemí, což mělo za následek osmdesátiletou válku.

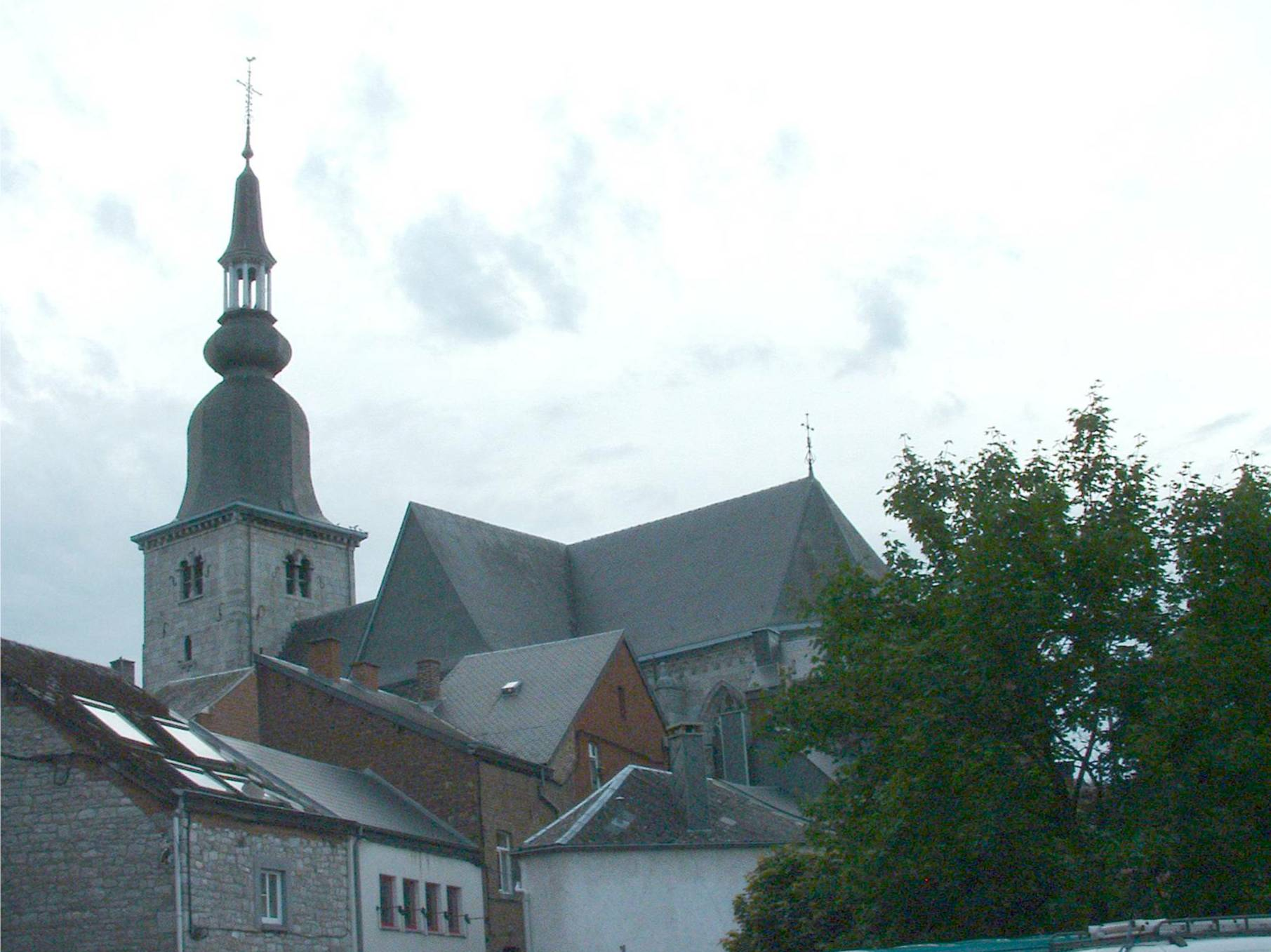
Kostel sv. Rimagila

V reakci na gentskou pacifikaci (dohodu generálních stavů nizozemských provincií o spojenectví proti španělské nadvládě) podepsal v Marche-en-Famenne roku 1577 poloviční bratr Filipa II. don Juan de Austria „věčný edikt“, ve kterém přistoupil na odchod španělských vojsk a přiznal zemi většinu svobod kromě svobody náboženství.
Válka však znovu propukla a don Juan zemřel o rok později blízko Namuru.
V 17. století byla na nařízení Ludvíka XIV. zbourána velká část opevnění.
O století později do města vstoupila francouzská revoluční vojska a zrušila klášter.
Dnes Marche-en-Famenne se svými školami, lehkým průmyslem, vojenským komplexem a turistickými atrakcemi funguje jako centrum pro své okolí.

## Zajímavosti
- Ve městě se nachází několik zajímavých budov, jako např. gotický kostel svatého Rimagila z 15. století nebo budova bývalého karmelitánského kláštera.
- Město má několik muzeí, včetně muzea krajky, které sídlí v jednom z posledních zbytků středověkých městských hradeb a připomíná stovky krajkářů, kteří žili v oblasti Marche v 18. století.
- Muzeum Famenne se zabývá historií a uměním této oblasti.

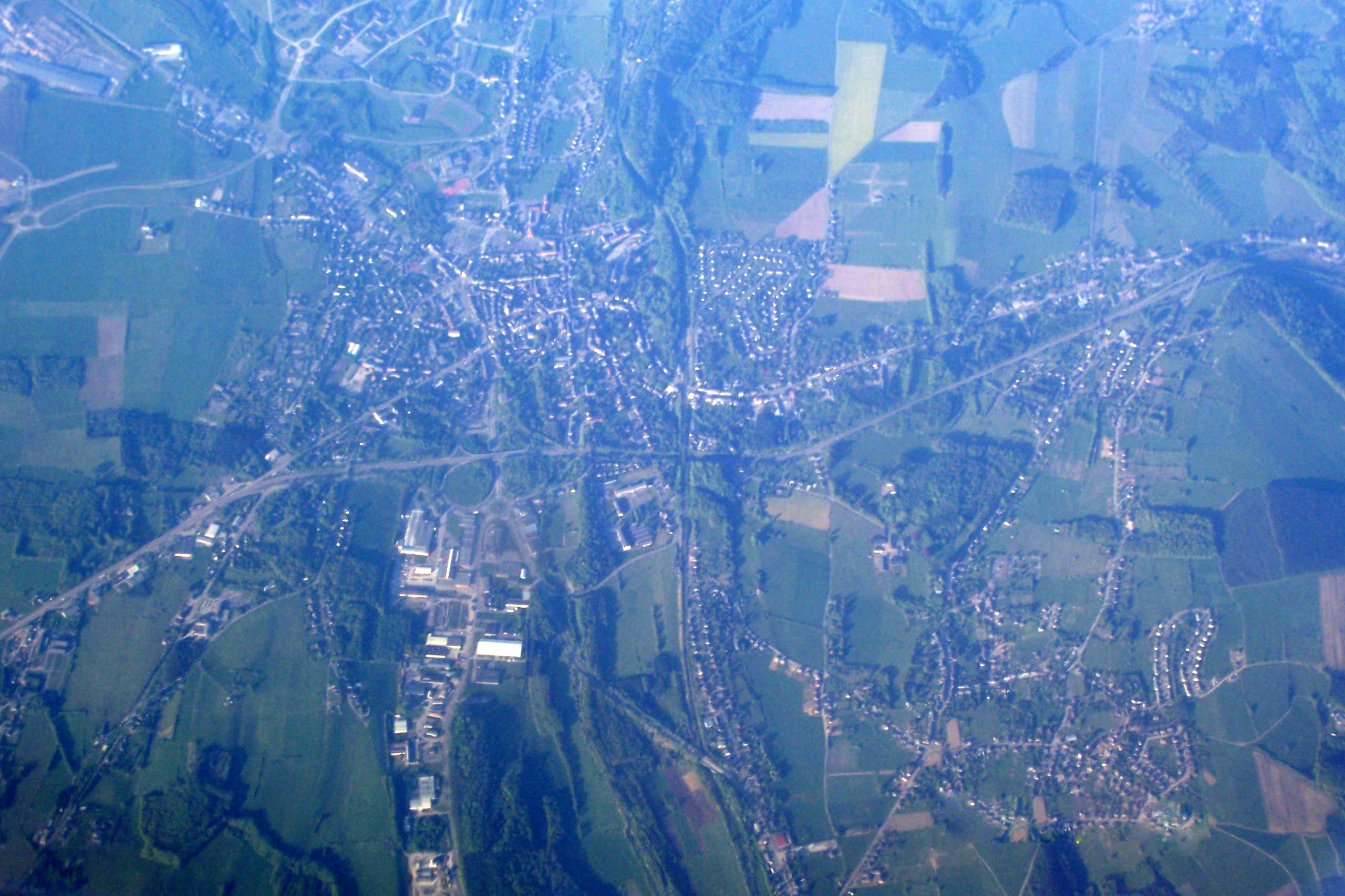
Letecký snímek města